# HMS Ramillies (07)
La HMS Ramillies (pennant number: 07) è stata una nave da battaglia inglese della classe Revenge in servizio nella Grand Fleet sul finire della prima guerra mondiale, e della Home Fleet nella seconda guerra mondiale.
Prese parte a pattugliamenti marittimi nell'Oceano Indiano, a scorte convogli nel Mar Mediterraneo e anche al D-Day. Uno dei più famosi confronti con la Regia Marina a cui prese parte fu la battaglia di Capo Spartivento.
Dopo la guerra fu radiata e demolita tra 1948 e 1949.

## Costruzione
La Ramillies venne costruita nei cantieri William Beardmore and Company di Dalmuir, in Scozia. Venne varata il 12 giugno 1916 ed entrò in servizio solo il 1º settembre 1917 a causa di un danno al timone avvenuto durante il varo. Venne rimorchiata con grande difficoltà nei cantieri Cammell Laird sul fiume Mersey per le riparazioni.
Come le altre navi della classe la Ramillies aveva l'armamento secondario, costituito dai pezzi da 152 mm, posizionato troppo in basso, rendendone difficile l'uso in condizioni meteorologiche avverse.
A causa della crescente minaccia rappresentata dai siluri, lanciati da sommergibili o cacciatorpediniere, la nave, venendo completata più tardi rispetto alle sorelle, ebbe ulteriori protezioni antisiluri sulla linea di galleggiamento. Le altre unità della classe vennero in seguito modificate ricevendo simili protezioni, che diminuivano anche lo sbandamento della nave in fase di accostata, aumentando anche la precisione di tiro.
Piattaforme per gli aerei erano installate sulle torrette B ed X e l'unità era anche attrezzata con una catapulta per il decollo dei velivoli. Per il periodo tra il 1918 ed il 1939 vennero utilizzati i Fairey Flycatcher con compiti sia di ricognizione che di direzione del tiro.

## Servizio

### Tra le due guerre
Al momento dell'ingresso in servizio la Ramilles venne aggregata al 1º Squadrone da battaglia della Grand Fleet, dove rimase fino alla fine del conflitto.
Nel 1920 durante la tensione tra Turchia e Regno Unito venne trasferita nel Mar di Marmara da dove bombardò bersagli sulla terraferma turca.
Nel 1924 venne assegnata al 2º Squadrone da battaglia della Atlantic Fleet. Nel 1926 durante un importante sciopero generale, venne inviata sul fiume Mersey per sbarcare derrate alimentari insieme alla Barham. Nella seconda metà del 1926 venne trasferita nella Mediterranean Fleet.
Tra le due guerre vennero rimossi il cemento, il legno e gli altri materiali utilizzati per riempire le protezioni antisommergibile sul pelo dell'acqua. Nel 1928 vennero modificati gli armamenti antiaerei con l'installazione di 4 cannoni da 101,6 mm a fuoco rapido Mark IV e la rimozione di due cannoni da 152 mm dal castello di prua.
Nel 1929 venne inviata in Palestina per rafforzare la presenza britannica in seguito alle crescenti tensioni tra nell'area tra popolazione ebraica ed araba.
Tra il giugno 1932 e l'agosto 1934 rimase a Plymouth per un ciclo di lavori di ammodernamento, mentre nel 1938 venne rimossa la catapulta per il lancio degli idrovolanti. La Ramillies fu utilizzata negli ultimi tre anni prima dello scoppio della guerra come nave addestramento.

### La seconda guerra mondiale

#### 1939-1940
Allo scoppio del secondo conflitto mondiale venne utilizzata come scorta ai convogli nelle acque britanniche. L'11 settembre venne trasferita presso la Mediterranean Fleet giungendo a Gibilterra il giorno stesso. Il 3 ottobre salpò insieme al transatlantico SS Athlone Castle con la scorta dell'incrociatore Capetown e dei cacciatorpediniere Keppel e Watchman. Poco dopo la partenza, la nave ebbe dei problemi all'apparato motore che la costrinsero a tornare in porto per riparazioni, seguita dalle navi di scorta. Il 15 ottobre venne trasferita ad Alessandria d'Egitto con il 1º Squadrone da battaglia, giungendo a destinazione cinque giorni dopo.
Nei primi giorni di novembre venne trasferita nell'Oceano Indiano con compiti di protezione del traffico mercantile. Il 16 novembre giunse ad Aden da dove salpò, dopo aver imbarcato rifornimenti e carburante, per partecipare alla caccia all'incrociatore tedesco Graf Spee come parte della Forza J. All'inizio di dicembre venne inviata in Nuova Zelanda, in seguito alla richiesta del Ministro della Marina e futuro Primo Ministro Peter Fraser per scortare il primo importante convoglio di truppe australiane in partenza per il Medio Oriente. Giunta a Wellington il 31 dicembre, salpò il 6 gennaio 1940 di scorta al convoglio denominato US1 insieme all'incrociatore HMAS Canberra. Ulteriori trasporti truppe si unirono nei giorni successivi scortati dagli incrociatori HMNZ Leander e HMAS Australia. Il 20 gennaio il convoglio giunse a Fremantle, ripartendo poco dopo scortato dalla Ramilles e dall'incrociatore Kent. Giunta a Colombo il 30 gennaio, portò a destinazione la missione di scorta il 6 febbraio, giorno in cui il convoglio giunse ad Aden.
Tornata a Sydney il 14 marzo, entrò in cantiere per una revisione dell'apparato motore che durò fino ad aprile. Giunta a Melbourne l'8 aprile, salpò il 15 successivo con il convoglio US2, diretto sempre in Medio Oriente. Dopo una serie di soste, giunse a Suez il 17 maggio ed il 23 entrò in cantiere ad Alessandria. L'11 giugno, con l'ingresso in guerra del Regno d'Italia, i lavori vennero sospesi e la nave rimessa in servizio. Il 28 giugno partecipò alla prima missione di scorta ai convogli nel Mediterraneo, durante la quale avvenne anche la battaglia del Convoglio Espero. Per tutto il mese successivo ebbe compiti di scorta ai convogli insieme alla flotta di stanza ad Alessandria. Il 17 agosto, all'alba, bombardò le posizioni italiane nei pressi di Bardia sparando 62 colpi con i pezzi principali.
Il giorno successivo, 18 agosto venne attaccata senza successo da una squadriglia di Savoia-Marchetti S.M.79. Il mese successivo rimase dislocata ad Alessandria senza partecipare a missioni di rilievo. L'8 ottobre salpò per scortare il convoglio MF3 diretto a Malta e l'ME4 di ritorno dall'isola. Durante la missione si ebbero scontri minori con unità italiane che si scontrarono principalmente con l'incrociatore Ajax. Il 15 ottobre la flotta fu di ritorno alla base. Il 25 ottobre salpò nuovamente per scortare un convoglio diretto ad Atene. Durante la missione era previsto anche di effettuare un bombardamento sull'isola di Rodi. Il 29 ottobre, giorno successivo all'inizio dell'invasione italiana della Grecia, la flotta salpò con il compito di scortare un convoglio diretto a Creta con lo scopo di creare una base avanzata britannica sull'isola.
Dopo una serie di missioni di scorta a convogli diretti in Grecia, a Creta e a Malta, venne deciso di far tornare la Ramillies in patria. Il 23 novembre la nave salpò da Alessandria scortando un convoglio diretto a Malta. Il 26 novembre proseguì verso Gibilterra insieme agli incrociatori Newcastle e Coventry, scortati da cinque cacciatorpediniere. In seguito la forza venne raggiunta dall'incrociatore pesante Berwick. Il giorno successivo partecipò quindi alla battaglia di Capo Spartivento, durante la quale sparò solo alcune salve a causa della eccessiva distanza della flotta italiana e della scarsa velocità della nave. Il 29 novembre giunse infine a Gibilterra e il 14 dicembre entrò in cantiere a Devonport per un ciclo di lavori.

#### 1941-1945
L'11 gennaio 1941 salpò nuovamente per scortare il convoglio WS5B, giungendo alle Azzorre il 17 gennaio e venendo inviata in seguito ad Halifax, da dove ripartì il 30 gennaio di scorta al convoglio HX-106. L'8 febbraio il convoglio venne avvistato dagli incrociatori da battaglia Scharnhorst e Gneisenau, che però si allontanarono non appena individuata la presenza di una nave da battaglia di scorta. Tra il 21 febbraio ed il 3 marzo scortò in convoglio HX110. Nei mesi successivi scortò diversi convogli atlantici senza incidenti fino al 24 maggio, giorno in cui la nave da battaglia tedesca Bismarck affondò la Hood. Venne quindi ordinato alla Ramillies di abbandonare il convoglio e di dirigersi a nord verso la posizione dell'unità nemica ma la scarsa velocità di punta della nave, circa 19 nodi, non le permise di unirsi alla caccia e all'affondamento. Dopo aver servito anche nel mese di giugno come scorta ai convogli, venne inviata in Islanda, con base ad Hvalfjord, con compiti di pattuglia e intervento in caso di sortita delle navi tedesche nel Mare del Nord.
Tra agosto e novembre venne sottoposta a lavori di ammodernamento nei cantieri Cammell Laird di Birkenhead, ricevendo le apparecchiature radar per l'individuazione di aerei e navi nemiche, oltre che per il controllo fuoco. Venne anche deciso il trasferimento dell'unità presso la Eastern Fleet. Salpata il 9 dicembre da Milford Haven come scorta al convoglio WS14, giungendo a Freetown, in Sierra Leone, il 21 seguente. Giunto a destinazione in convoglio, la Ramillies rimase a Kilindini, in Kenya, salpando il 21 febbraio 1942 per scortare il convoglio DM3. In seguito alla caduta di Singapore e al deteriorarsi della situazione nelle Indie Olandesi, la destinazione del convoglio venne cambiata e le navi giunsero a Colombo il 4 marzo. Il 7 marzo venne trasferita a Trincomalee e il 26 seguente salpò con le navi da battaglia Resolution, Revenge e Royal Sovereign per partecipare ad esercitazioni di tiro presso l'atollo Addu. In seguito alla minaccia di bombardamenti giapponesi sull'isola di Ceylon e al possibile ingresso di una flotta nemica nell'Oceano Indiano, le navi si riunirono con il resto della flotta al comando dell'Ammiraglio James Somerville pattugliando le acque a sud dell'isola. In seguito all'ingresso in forze della flotta giapponese della zona, venne deciso che le unità classe Revenge non erano adatte ad uno scontro con le forze aeronavali nemiche e si decise il loro trasferimento in basi più sicure in Kenya. La nave giunse quindi a Kilindini il 14 aprile, venendo quindi designata per prendere parte all'Operazione Ironclad, la conquista delle basi francesi in Madagascar.
Il 28 aprile salpò da Durban scortando come ammiraglia della forza il primo convoglio d'invasione insieme alla portaerei Illustrious, all'incrociatore Hermione e a sei cacciatorpediniere. Dopo brevi scontri di terra con le truppe della Francia di Vichy, durante i quali 50 fucilieri a bordo della Ramillies vennero sbarcati alle spalle del nemico dal cacciatorpediniere Anthony, le forze britanniche presero il controllo dell'isola e la Ramilles entrò nel porto di Diego Suarez l'8 maggio. Il 30 maggio venne colpita da un siluro lanciato da un sommergibile tascabile partito dal sommergibile I-20, informato della presenza della nave da battaglia da un volo di ricognizione. Un secondo siluro colpì invece la petroliera British Loyalty. La nave riuscì a riprendere il mare il 2 giugno, giungendo a Durban il 9 seguente per le riparazioni. In agosto venne deciso quindi il trasferimento in patria per i lavori definitivi e la nave giunse a Devonport l'8 settembre seguente.

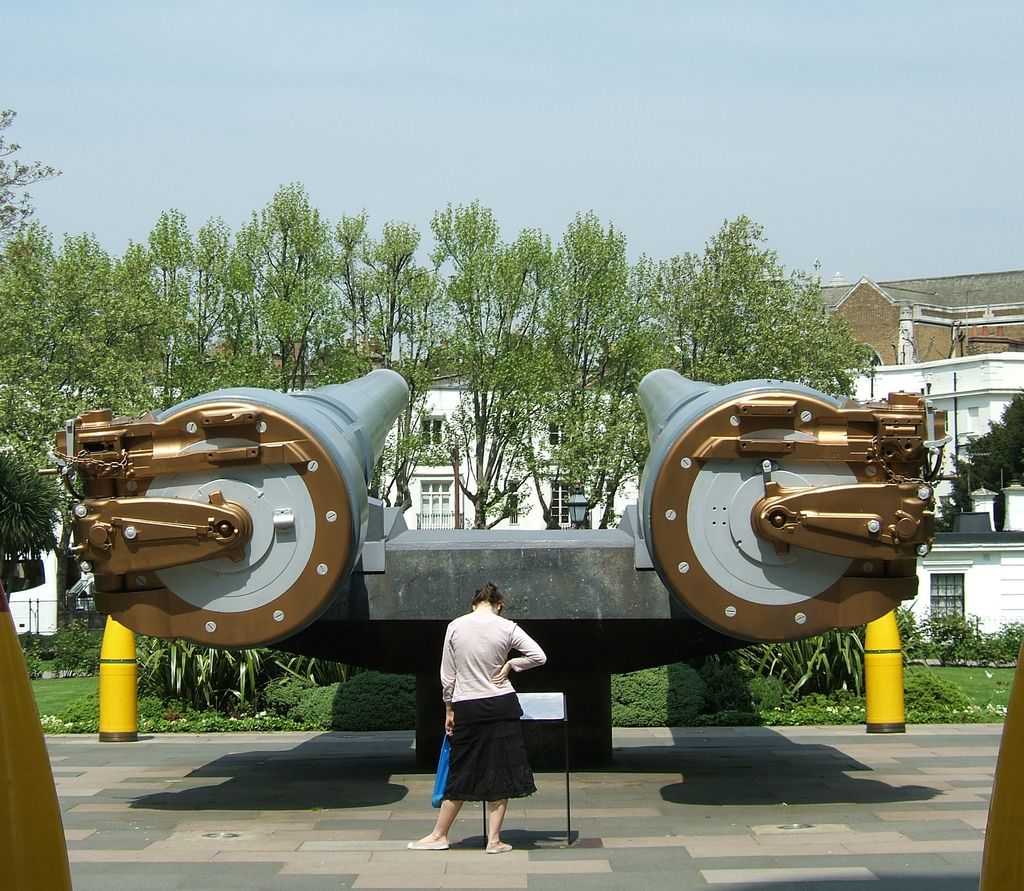
Due cannoni da 381 mm all'Imperial War Museum di Londra. Quello di sinistra appartenuto alla Ramillies, quello di destra alla Resolution

La nave tornò in servizio il 4 giugno 1943 con una maggiore corazzatura delle stive. Quattro cannoni da 152,4 mm vennero eliminati mentre l'armamento antiaereo venne rafforzato con due nuove installazioni quadruple di cannoni "Pom Pom". Nel mese di luglio venne deciso il trasferimento della nave presso la Eastern Fleet, entrando in servizio a protezione dei convogli nell'Oceano Indiano nel mese di ottobre. Dopo soli due mesi di servizio in Estremo Oriente venne deciso il rimpatrio dell'unità per servire con la Home Fleet. Giunta in patria il 26 gennaio 1943, nel mese di febbraio ricevette le installazioni radar per il controllo dei pezzi antiaerei, prendendo poi parte tra aprile e maggio alle esercitazioni preparatorie allo sbarco in Normandia. Insieme alla nave da battaglia Warspite, al monitore Roberts e agli incrociatori Mauritius, Arethusa, Frobisher, Danae e ORP Dragon formò quindi la Forza di Bombardamento S, aprendo il fuoco sulla batteria di Benerville-sur-Mer alle 5,30 del 6 giugno. Nel pomeriggio, dopo aver finito i colpi per i pezzi principali, la nave si diresse a Portsmouth per fare rifornimento. Ebbe compiti di appoggio alle truppe a terra fino al 18 giugno, giorno in cui venne richiamata in patria per prepararsi a partecipare all'Operazione Dragoon, gli sbarchi Alleati nel sud della Francia. L'11 agosto seguente giunse ad Algeri unendosi al gruppo Alpha di supporto e bombardando il 15 agosto le posizioni difensive nei pressi di Cavalaire-sur-Mer. Fino al 29 agosto operò nella zona con compiti simili, rimanendo in seguito dislocata nel Mediterraneo fino al mese di settembre. Tornata in Gran Bretagna in ottobre venne ritirata dal servizio attivo nel marzo 1945 e utilizzata dal mese seguente come nave addestramento e riparazioni.

### Il dopoguerra
La Ramillies mantenne questo ruolo per due anni, venendo infine venduta il 20 febbraio 1948 per essere demolita. Giunse a Cairn Ryan il 23 aprile seguente per lo smontaggio delle apparecchiature utilizzabili e trasferita a Troon per la demolizione nel mese di ottobre.